# Dirceu (ur. 1988)
Dirceu, właśc. Dirceu Wiggers de Oliveira Filho (ur. 5 stycznia 1988, w Ibaiti w stanie Parana, Brazylia) – brazylijski piłkarz, grający na pozycji obrońcy.

## Kariera piłkarska

### Kariera klubowa
Wychowanek klubu Coritiba, w którym rozpoczął karierę zawodową w 2008 roku. Przez wysoką konkurencję był zmuszony grać na zasadach wypożyczenia w klubach Botafogo Ribeirão Preto, Avaí FC, Nova Iguaçu, América Mineiro, Londrina EC i Paysandu SC. Zimą 2014 wyjechał za ocean, a 25 stycznia 2014 podpisał kontrakt z ukraińską Howerłą Użhorod. Razem z drużyną przygotowywał się do sezonu, ale w związku z rewolucją na Ukrainie postanowił anulować kontrakt i 28 lutego 2014 powrócił do Brazylii. Grał w Londrinie, a w 2015 trafił do portugalskiego CS Marítimo. W 2017 roku odszedł do Figueirense.